# Экспертное оценивание
Экспе́ртное оце́нивание — процесс получения оценки чего-либо, на основе мнения экспертов, с целью последующего принятия решения или выбора.

## Виды экспертных оценок
Существует две группы экспертных оценок:
- Индивидуальные оценки основаны на использовании мнения отдельных экспертов, независимых друг от друга.
- Коллективные оценки основаны на использовании коллективного мнения экспертов.

Совместное мнение обладает большей точностью, чем индивидуальное мнение каждого из специалистов. Данный метод применяют для получения количественных оценок качественных характеристик и свойств. Например, оценка нескольких технических проектов по их степени соответствия заданному критерию, во время соревнования оценка судьями выступления фигуриста.
Известны следующие методы экспертных оценок:
- Метод ассоциаций. Основан на изучении схожего по свойствам объекта с другим объектом.
- Метод парных (бинарных) сравнений. Основан на сопоставлении экспертом альтернативных вариантов, из которых надо выбрать наиболее предпочтительные.
- Метод векторов предпочтений. Эксперт анализирует весь набор альтернативных вариантов и выбирает наиболее предпочтительные.
- Метод фокальных объектов. Основан на перенесении признаков случайно отобранных аналогов на исследуемый объект.
- Индивидуальный экспертный опрос. Опрос в форме интервью или в виде анализа экспертных оценок. Означает беседу заказчика с экспертом, в ходе которой заказчик ставит перед экспертом вопросы, ответы на которые значимы для достижения программных целей. Анализ экспертных оценок предполагает индивидуальное заполнение экспертом разработанного заказчиком формуляра, по результатам которого производится всесторонний анализ проблемной ситуации и выявляются возможные пути её решения. Свои соображения эксперт выносит в виде отдельного документа.
- Метод средней точки. Формулируются два альтернативных варианта решения, один из которых менее предпочтителен. После этого эксперту необходимо подобрать третий альтернативный вариант, оценка которого расположена между значений первой и второй альтернативы.

## Этапы экспертного оценивания
1. Постановка цели исследования.
2. Выбор формы исследования, определение бюджета проекта.
3. Подготовка информационных материалов, бланков анкет, модератора процедуры.
4. Подбор экспертов.
5. Проведение экспертизы.
6. Анализ результатов (обработка экспертных оценок).
7. Подготовка отчета с результатами экспертного оценивания.

### Постановка цели исследования
Экспертный подход позволяет решать задачи, не поддающиеся решению обычным аналитическим способом, в том числе: 
- Выбор лучшего варианта решения среди имеющихся.
- Прогнозирование развития процесса.
- Поиска возможного решения сложных задач.

Перед началом экспертного исследования необходимо четко определить его цель (проблему) и сформулировать соответствующий вопрос для экспертов. При этом рекомендуется придерживаться следующих правил: 
- Четкое определение условий, времени, внешних и внутренних ограничений проблемы.
- Возможность ответа на вопрос с доступной человеческому опыту точностью.
- Вопрос лучше формулировать как качественное утверждение, чем как оценку числа. Для численных оценок не рекомендуется задавать более пяти градаций.
- Эксперты оценивают возможные варианты, и не следует ожидать от них построения законченного плана действий, развернутого описания возможных решений.

### Выбор формы исследования, определение бюджета проекта
Существующие виды экспертных оценок можно классифицировать по признакам: 
- По форме участия экспертов: очное, заочное. Очный метод позволяет сосредоточить внимание экспертов на решаемой проблеме, что повышает качество результата, однако заочный метод может быть дешевле.
- По количеству итераций (повторов процедуры для повышения точности) — одношаговые и итерационные.
- По решаемым задачам: генерирующие решения и оценивающие варианты.
- По типу ответа: идейные, ранжирующие, оценивающие объект в относительной или абсолютной (численной) шкале.
- По способу обработки мнений экспертов: непосредственные и аналитические.
- По количеству привлекаемых экспертов: без ограничения, ограниченные. Обычно используется 5 — 12 человек экспертов.

Наиболее известные методы экспертных оценок: метод Дельфи, мозговой штурм и метод анализа иерархий. Каждому методу соответствуют свои сроки проведения и потребность в экспертах. После выбора метода экспертного оценивания можно определить затраты на процедуру, которые включают оплату экспертов, аренду помещения, приобретение канцтоваров, оплату специалиста по проведению и анализу результатов экспертизы.

### Подготовка информационных материалов
Эксперты перед вынесением суждения должны разносторонне рассмотреть представленную проблему. Для проведения этой процедуры необходимо подготовить информационные материалы с описанием проблемы, имеющиеся статистические данные, справочные материалы, бланки анкет, инвентарь. Следует избегать следующих ошибок: упоминать разработчиков материалов, выделять тот или иной вариант решения, выражать отношение руководства к ожидаемым результатам. Данные должны быть разносторонние и нейтральные. Заранее необходимо разработать бланки анкет для экспертов. В зависимости от метода они могут быть с открытыми и закрытыми вопросами, ответ может даваться в виде суждения, парного сравнения, ранжированного ряда, в баллах или в виде абсолютной оценки.
Саму процедуру проводит независимый модератор процедуры, который контролирует соблюдение регламента, раздает материалы и анкеты, но сам не высказывает своё мнение.

### Подбор экспертов
Эксперты должны обладать опытом в областях, соответствующих решаемым задачам. При подборе экспертов следует учитывать момент личной заинтересованности, который может стать существенным препятствием для получения объективного суждения. С этой целью, например, применяют методы Шара, когда один эксперт, наиболее уважаемый специалист, рекомендует ряд других и далее по цепочке, пока не будет подобран необходимый коллектив.

### Проведение экспертизы
Проведение процедуры отличается в зависимости от используемого метода. Общие рекомендации: 
- Препятствовать давлению авторитетов (эксперт часто боится противоречить мнению большинства или наиболее уважаемого специалиста).
- Установить и соблюдать регламент. Увеличение времени на принятие решения сверх оптимального не повышает точность ответа.

### Анализ результатов (обработка экспертных оценок)
Основные этапы обработки экспертных оценок:
- определение компетенции экспертов;
- определение обобщенной оценки;
- построение обобщенной ранжировки объектов в случае нескольких оцениваемых объектов или альтернатив;
- определение зависимостей между ранжировками;
- оценка согласованности мнений экспертов. При отсутствии значимой согласованности экспертов необходимо выявить причины несогласованности (наличие групп) и признать отсутствие согласованного мнения (ничтожные результаты);
- оценка ошибки исследования;
- построение модели свойств объекта  (объектов) на основе ответов экспертов (для аналитической экспертизы);
- подготовка отчёта (с указанием цели исследования, состав экспертов, полученная оценка и анализа результатов).